# Kapusta (ö i Södra Savolax)
Kapusta är en ö i Finland. Den ligger i sjön Haukivesi och i kommunen Rantasalmi i den ekonomiska regionen  Nyslotts ekonomiska region  och landskapet Södra Savolax, i den sydöstra delen av landet, 280 km nordost om huvudstaden Helsingfors. Öns area är 33,9 hektar och dess största längd är 1,5 kilometer i öst-västlig riktning.